# Sayako Kuroda

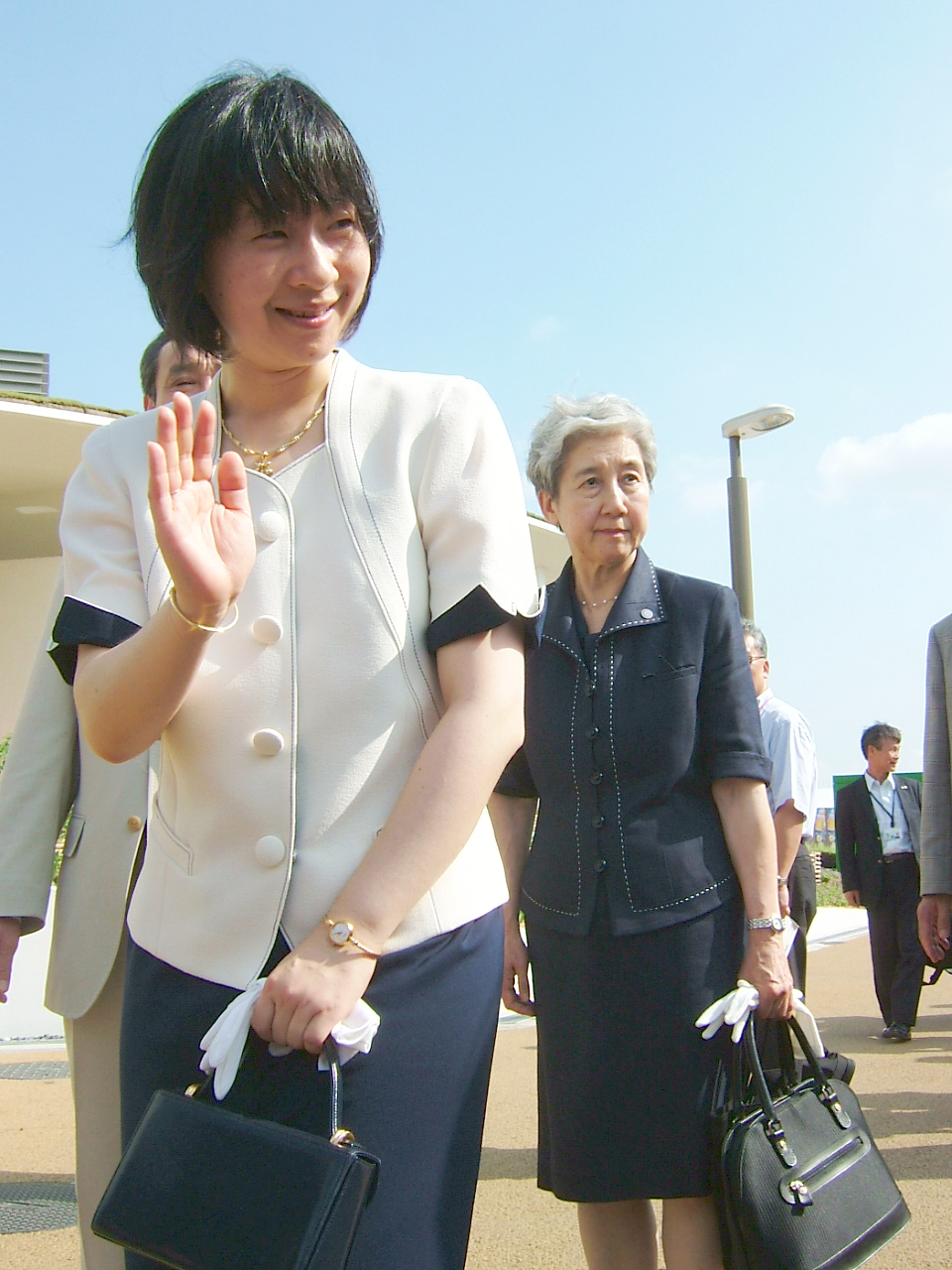
Prinzessin Nori auf der Expo 2005

Sayako Kuroda (jap. 黒田 清子, Kuroda Sayako; * 18. April 1969) ist das dritte Kind und die einzige Tochter von Kaiser Akihito und Kaiserin Michiko von Japan. Am 15. November 2005 heiratete sie Yoshiki Kuroda, wodurch sie ihren kaiserlichen Titel aufgab und, wie von gesetzlichen Bestimmungen aus dem Jahr 1947 vorgeschrieben, das japanische Kaiserhaus verlassen musste.
Zuvor wurde sie nach der kaiserlichen Tradition mit dem Titel Prinzessin Nori (紀宮, Nori-no-miya) angesprochen, und zwar in der Regel als Ihre Kaiserliche Hoheit Prinzessin Sayako (von Japan) (紀宮清子内親王, Nori-no-miya Sayako-naishinnō).

## Lebenslauf
Prinzessin Nori studierte am Fachbereich für japanische Sprache und Literatur in der Literatur-Fakultät der Gakushūin-Universität und absolvierte diese im Jahr 1992. Im selben Jahr wurde sie als wissenschaftliche Mitarbeiterin am Yamashina-Institut für Vogelkunde angenommen. 
Am 30. Dezember 2004 ließ das kaiserliche Hofamt verlauten, Prinzessin Nori habe sich mit Kuroda Yoshiki verlobt, einem 40 Jahre alten Städteplaner, der bisher für die Tokio-Metropolregierung gearbeitet hatte und als enger Freund von Prinz Akishino gilt. Durch ihre Heirat, die am 15. November 2005 in einem Tokioter Hotel stattfand, verließ Prinzessin Nori die kaiserliche Familie, indem sie den Nachnamen ihres Ehemannes annahm. 
Kuroda gab ihren Beruf als Ornithologin auf, um sich auf ihre Familie und mögliche Mutterschaft konzentrieren zu können. Zwar hat sie keinen Anspruch mehr auf kaiserliches Unterhaltsgeld, soll allerdings nach Berichten eine Mitgift von umgerechnet etwa 1,2 Millionen US-Dollar erhalten haben.
Im Mai 2012 wurde sie außerordentliche Hohepriesterin (臨時祭主, rinji saishu) des bedeutenden Ise-Schreins, um ihre 81-jährige Tante Atsuko Ikeda zu unterstützen. Im Juni 2017 wurde sie ordentliche Hohepriesterin (saishu) des Schreins, nachdem Atsuko Ikeda in den Ruhestand gegangen war.